# Péré (Charente-Maritime)
Pour les articles homonymes, voir Péré.
Péré est une ancienne commune du sud-ouest de la France située dans le département de la Charente-Maritime (région Nouvelle-Aquitaine). Ses habitants sont appelés les Péréens et les Péréennes. Elle a fusionné le 1er mars 2018 avec Saint-Germain-de-Marencennes pour former la commune de Saint-Pierre-la-Noue.

## Géographie

### Communes limitrophes
| Chambon  |                              |          |
|          | Péré                         | Surgères |
| Landrais | Saint-Germain-de-Marencennes |          |

## Toponymie
Le nom de la commune provient d'un anthroponyme gallo-romain Petrus, suivi du suffixe -acum, qui donne des terminaisons en -é dans l'ouest de la France.

## Administration

### Liste des maires
| Période                                  | Période         | Identité        | Étiquette | Qualité  |
| ---------------------------------------- | --------------- | --------------- | --------- | -------- |
| 1988                                     | 2001            | Alain Belly     | PCF       |          |
| 2001                                     | 2014            | Régis Simonneau | S.E       |          |
| 2014                                     | 28 février 2018 | Christine Juin  | PS        | Employée |
| Les données manquantes sont à compléter. |                 |                 |           |          |

## Démographie

### Évolution démographique
L'évolution du nombre d'habitants est connue à travers les recensements de la population effectués dans la commune depuis 1793. Pour les communes de moins de 10 000 habitants, une enquête de recensement portant sur toute la population est réalisée tous les cinq ans, les populations de référence des années intermédiaires étant quant à elles estimées par interpolation ou extrapolation. Pour la commune, le premier recensement exhaustif entrant dans le cadre du nouveau dispositif a été réalisé en 2005.

En 2016, la commune comptait 386 habitants, en évolution de +4,04 % par rapport à 2010 (Charente-Maritime : +4,04 %, France hors Mayotte : +2,11 %).
| 1793 | 1800 | 1806 | 1821 | 1831 | 1836 | 1841 | 1846 | 1851 |
| ---- | ---- | ---- | ---- | ---- | ---- | ---- | ---- | ---- |
| 298  | 371  | 378  | 366  | 410  | 463  | 461  | 424  | 446  |

| 1856 | 1861 | 1866 | 1872 | 1876 | 1881 | 1886 | 1891 | 1896 |
| ---- | ---- | ---- | ---- | ---- | ---- | ---- | ---- | ---- |
| 453  | 515  | 495  | 494  | 472  | 454  | 386  | 382  | 353  |

| 1901 | 1906 | 1911 | 1921 | 1926 | 1931 | 1936 | 1946 | 1954 |
| ---- | ---- | ---- | ---- | ---- | ---- | ---- | ---- | ---- |
| 329  | 321  | 307  | 268  | 252  | 242  | 230  | 247  | 278  |

| 1962 | 1968 | 1975 | 1982 | 1990 | 1999 | 2005 | 2006 | 2010 |
| ---- | ---- | ---- | ---- | ---- | ---- | ---- | ---- | ---- |
| 264  | 288  | 286  | 275  | 331  | 328  | 318  | 335  | 371  |

| 2015 | 2016 | - | - | - | - | - | - | - |
| ---- | ---- | - | - | - | - | - | - | - |
| 388  | 386  | - | - | - | - | - | - | - |

## Lieux et monuments

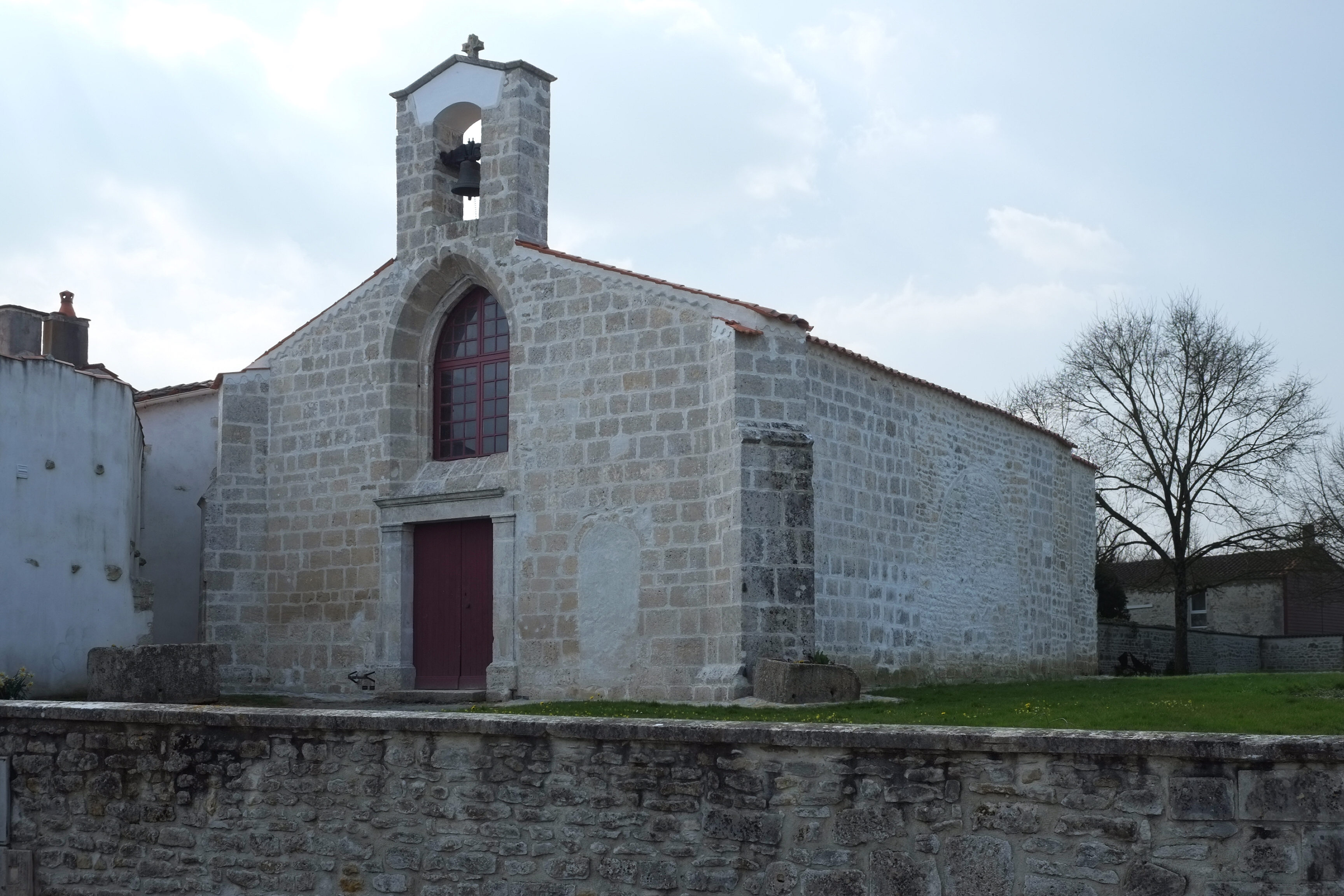
Église Saint-Martin.

- Église Saint-martin.